# Ddoc
Ddoc es un generador de documentación embebido para el lenguaje de programación D diseñado por Walter Bright.  Su énfasis está en ser capaz de escribir la documentación en los comentarios de código en un estilo natural, reduciendo al mínimo la necesidad de marcado integrados y así mejorar la legibilidad de los comentarios de código. Es similar en concepto a Doxygen y Javadoc.
Los comentarios se asocian con símbolos en el código, y Ddoc utiliza la semántica e información sintáctica disponible en el compilador D para rellenar la información de rutina, tales como los parámetros y tipos de retorno de forma automática.
Los comentarios de código y la tabla de información de símbolos son procesados por Ddoc en un formato estructurado interior. Cada una de estas estructuras corresponde a una plantilla expresada como una macro. La plantilla de macros convierte el formato estructurado en otro conjunto de macros que expresan el marcado. El último conjunto de macros se expande para producir, por defecto, HTML.
Tanto la plantilla de macros y las macros pueden ser anuladas por el usuario, y pueden ser aplicadas a través de archivos externos análogos a las hojas de estilo HTML. La plantilla de macros se puede cambiar para personalizar el formato de alto nivel, y las macros pueden ser modificadas para producir formas de salida, tales como XML y XHTML.